# Jusos
La Comunità di lavoro delle Giovani Socialiste e dei Giovani Socialisti nella SPD (in tedesco Arbeitsgemeinschaft der Jungsozialistinnen und Jungsozialisten in der SPD, spesso abbreviato semplicemente in Jusos) è l'organizzazione giovanile del Partito Socialdemocratico di Germania (SPD).

## Profilo ideologico
I Giovani Socialisti, dopo la loro "svolta a sinistra" del 1969, non si intendevano più come l'organizzazione giovanile del Partito Socialdemocratico di Germania (SPD), ma come una associazione improntata al "socialismo, al femminismo e all'internazionalismo" vicina alla SPD. Malgrado anche la SPD nel suo programma di partito tuttora si ispiri ai valori del socialismo democratico, da allora molti sono stati gli attriti ed i conflitti con il "partito madre". Internamente ai Giovani Socialisti si sono susseguiti dei violenti scontri tra le diverse ali indirizzate alla sinistra più tradizionalista, che si placarono solo nella seconda metà degli anni 1990. Nel frattempo gli Jusos si autoconsiderano nuovamente come l'organizzazione giovanile della SPD.
Gran parte degli iscritti si colloca alla sinistra del partito. I Giovani Socialisti sono infatti decisamente socialisti nel senso più tradizionale della parola. Inoltre sono state costantemente presenti delle minoranze entriste in parte tuttora attive - come per esempio il gruppo trotskista del Linksruck ispirato alla Tendenza Socialista Internazionale (International Socialist Tendency), nel 2007 scioltosi rispettivamente rinominatosi marx21 e oggi attivo nel partito Die Linke. Grossolanamente si può attualmente discernere tra un'area tradizionalista propugnante un marxismo d'impronta revisionista e tra un'area più pragmatica, che a loro volta si suddividono in quattro sottocorrenti.

## Organizzazione

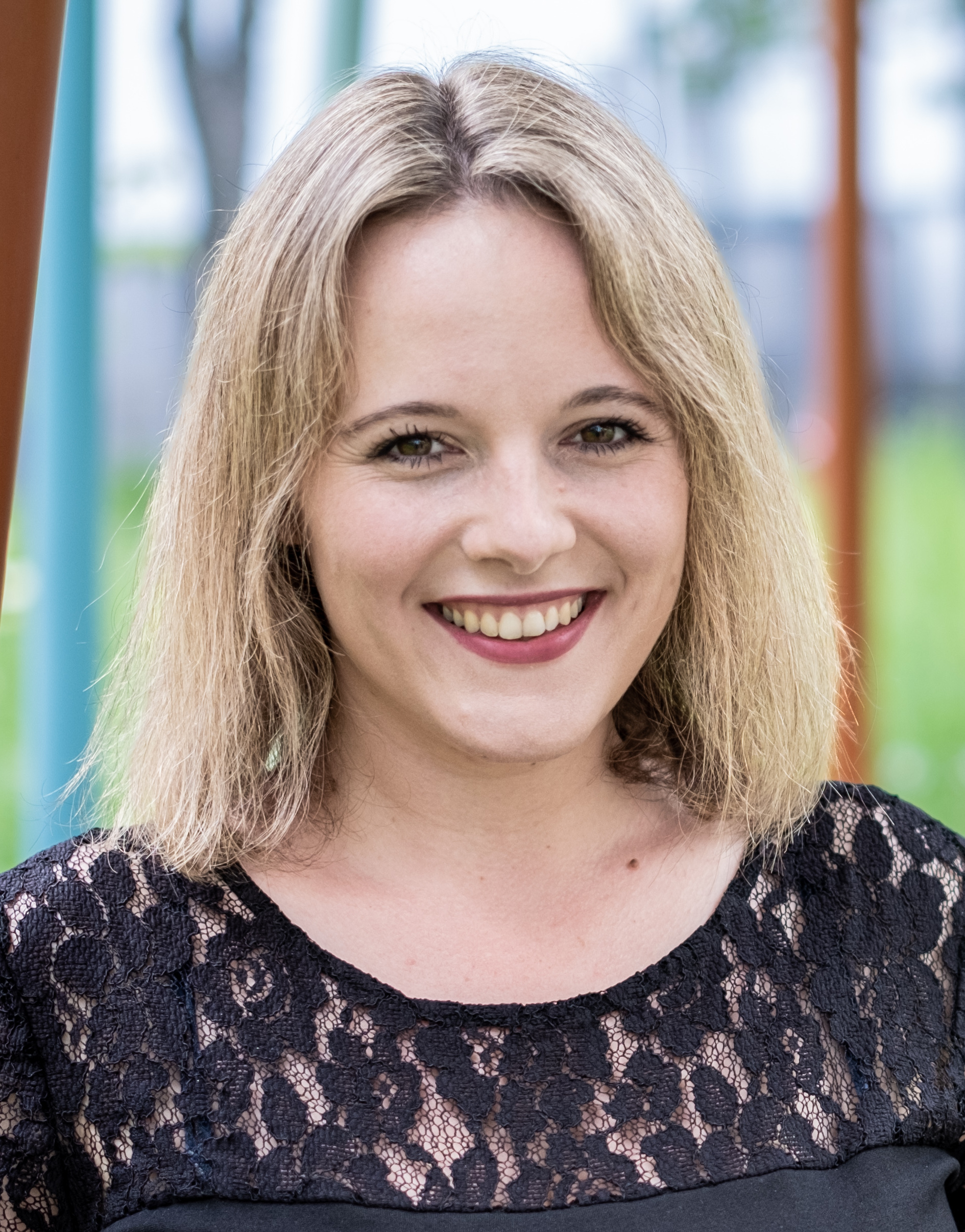
L'attuale presidente dello Jusos, Jessica Rosenthal

L'attuale presidente federale dello Jusos è Kevin Kühnert. Sono iscritte allo Jusos circa 80.000 persone, più di quante ne sono iscritte al Partito Liberale Democratico (FDP), la terza forza politica tedesca per numero di elettori.